# Rayleighjeva porazdelitev
Rayleighjeva porazdelitev je družina zveznih verjetnostnih porazdelitev.  Imenuje se po angleškem fiziku lordu Rayleighu (1842 – 1919).

## Zgledi
Rayleighjevo porazdelitev ima hitrost vetra kadar komponente dvodimenzionalnega vektorja hitrosti nimajo korelacije in imajo enake variance.Pogosto se zaradi tega uporablja pri modeliranju na vetrnih elektrarnah. 

Rayleighjeva porazdelitev se uporablja tudi pri opisovanju višine valov v oceanografiji .

## Značilnosti

### Funkcija gostote verjetnosti
Funkcija gostote verjetnosti za Rayleighjevo porazdelitev je 
{\displaystyle {\frac {x\exp \left({\frac {-x^{2}}{2\sigma ^{2}}}\right)}{\sigma ^{2}}}}
Funkcija ima največjo vrednost pri 
{\displaystyle f_{max}=f(\sigma ;\sigma )={\frac {1}{\sigma }}\exp {-{\frac {1}{2}}}\approx {\frac {0,606}{\sigma }}}.

### Zbirna funkcija verjetnosti
Zbirna funkcija verjetnosti je enaka 
{\displaystyle 1-\exp \left({\frac {-x^{2}}{2\sigma ^{2}}}\right)}

### Pričakovana vrednost
Pričakovana vrednost je enaka 
{\displaystyle \sigma {\sqrt {\frac {\pi }{2}}}\ \approx 1,253\sigma }.

### Varianca
Varianca je enaka 
{\displaystyle {\frac {4-\pi }{2}}\sigma ^{2}\ \approx 0,429\sigma ^{2}.}.

## Modus
Modus je enak 
{\displaystyle \sigma \ !}.

### Sploščenost
Sploščenost je enaka
{\displaystyle \gamma _{2}=-{\frac {6\pi ^{2}-24\pi +16}{(4-\pi )^{2}}}\approx -0,245.}.

### Koeficient simetrije
Koeficient simetrije je enak 
{\displaystyle \gamma _{1}={\frac {2{\sqrt {\pi }}(\pi -3)}{(4-\pi )^{3/2}}}\approx 0,631.}.

### Entropija
Entropija je enaka 
{\displaystyle 1+\ln \left({\frac {\sigma }{\sqrt {2}}}\right)+{\frac {\gamma }{2}}}

### Funkcija generiranja momentov
Funkcija generiranja momentov je 
{\displaystyle 1+\sigma t\,e^{\sigma ^{2}t^{2}/2}{\sqrt {\frac {\pi }{2}}}\left({\textrm {erf}}\left({\frac {\sigma t}{\sqrt {2}}}\right)\!+\!1\right)}
kjer je
- {\displaystyle {\textrm {erf}}\!} funkcija napake (Gaussova funkcija napake).

### Karakteristična funkcija
Karakteristična funkcija je enaka:
{\displaystyle 1\!-\!\sigma te^{-\sigma ^{2}t^{2}/2}{\sqrt {\frac {\pi }{2}}}\!\left({\textrm {erfi}}\!\left({\frac {\sigma t}{\sqrt {2}}}\right)\!-\!i\right)}
kjer je
- {\displaystyle {\textrm {erfi}}\!} kompleksna funkcija napake.

## Povezave z drugimi porazdelitvami
- Če sta {\displaystyle X\sim N(0,\sigma ^{2})\!} in {\displaystyle Y\sim N(0,\sigma ^{2})\!} dve slučajni spremenljivki, ki sta neodvisni, in se podrejata normalni porazdelitvi, potem ima {\displaystyle R={\sqrt {X^{2}+Y^{2}}}} Rayleighjevo porazdelitev.
- porazdelitev hi je posplošitev Rayleighjeve porazdelitve.
- Riceova porazdelitev je posplošitev Rayleighjeve porazdelitve.
- Weibullova porazdelitev  je posplošitev Rayleighjeve porazdelitve.
- Če ima slučajna spremenljivka {\displaystyle R\!} Rayleighjevo porazdelitev {\displaystyle R\sim \mathrm {Rayleigh} (1)\!}, potem ima {\displaystyle R^{2}\!} porazdelitev hi-kvadrat z dvema prostostnima stopnjama {\displaystyle R^{2}\sim \chi _{2}^{2}}
- Če ima {\displaystyle X} eksponentno porazdelitev {\displaystyle X\sim \mathrm {Exp} (\lambda )\!}, potem ima slučajna spremenljivka {\displaystyle Y\!} Rayleighjevo porazdelitev ali {\displaystyle Y={\sqrt {2X\sigma ^{2}\lambda }}\sim \mathrm {Rayleigh} (\sigma )\!}.

- Če velja {\displaystyle R\sim \mathrm {Rayleigh} (\sigma )\!}, potem ima {\displaystyle \sum _{i=1}^{N}R_{i}^{2}} porazdelitev gama s parametri {\displaystyle N\!} in {\displaystyle 2\sigma ^{2}\!}, kar lahko zapišemo kot  {\displaystyle [Y=\sum _{i=1}^{N}R_{i}^{2}]\sim \Gamma (N,2\sigma ^{2})\!}.